# Muszkowice

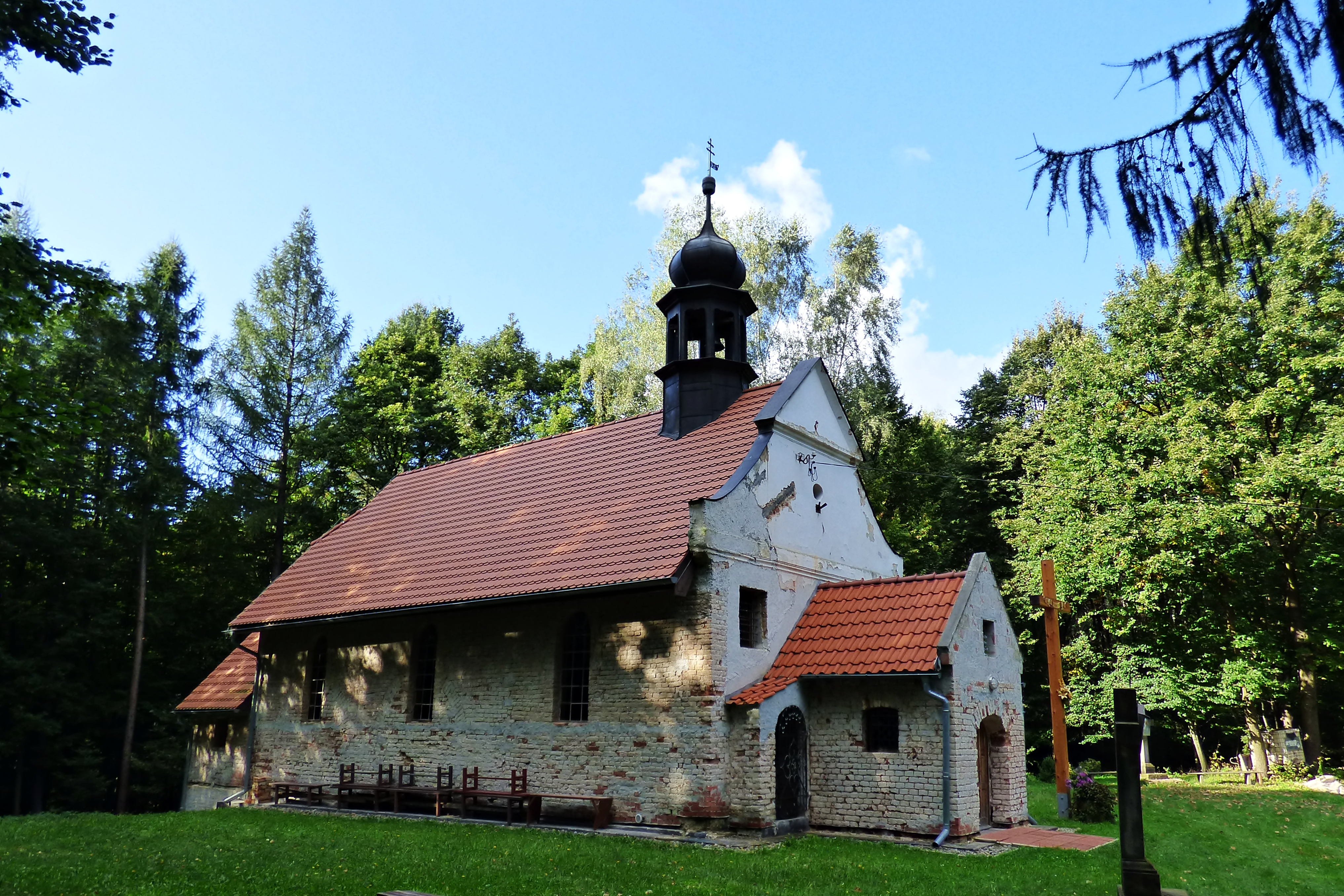
Kaplica pielgrzymkowa, obecnie mszalna pw. św. Anny, w lesie, na Wzgórzu Marii, z 1707 r., 1819 r.

Muszkowice – wieś w Polsce położona w województwie dolnośląskim, w powiecie ząbkowickim, w gminie Ciepłowody.

## Podział administracyjny
W latach 1975–1998 miejscowość administracyjnie należała do województwa wałbrzyskiego.

## Demografia
Według Narodowego Spisu Powszechnego (III 2011 r.) liczyły 205 mieszkańców. Są czwartą co do wielkości miejscowością gminy Ciepłowody.

## Nazwa
Nazwę miejscowości w zlatynizowanej formie Muscuwiz notuje wraz z sąsiednimi wsiami spisana po łacinie w latach 1269–1273 Księga henrykowska we fragmencie clastrum et Muscuwiz.
Nazwa wsi pochodzi od polskiej nazwy muchy. Od tego owada – von mucha – „Fliege” wywodzi ją Heinrich Adamy. W swoim dziele o nazwach miejscowości na Śląsku wydanym w 1888 roku we Wrocławiu jako najstarszą zanotowaną nazwę wsi podaje staropolską formę Muscowicz notując jej znaczenie Fliegenwald, czyli Las much.

## Zabytki
Do wojewódzkiego rejestru zabytków wpisany jest:
- kaplica pielgrzymkowa, obecnie mszalna, pw. św. Anny, w lesie, na Wzgórzu Marii, z 1707 r., 1819 r.

## Szlaki turystyczne
Ząbkowice Śląskie – Bobolice – Cierniowa Kopa – Zameczny Potok – Muszkowicki Las Bukowy – Muszkowice – Henryków – Raczyce – Witostowice – Nowolesie – Nowoleska Kopa – Kalinka – Nowina – Dzierzkowa – Siemisławice – Przeworno – Krzywina – Garnczarek – Skrzyżowanie pod Dębem – Biały Kościół
 Starczów – Służejów – Rososznica – Czerńczyce – Muszkowice – Muszkowicki Las Bukowy (północ)